# Cecelia Ager
Cecilia Ager nata Cecelia Rubinstein (Grass Valley, 23 gennaio 1902 – Los Angeles, 3 aprile 1981) è stata una critica cinematografica statunitense.
Figlia di immigrati polacchi (era nipote della scrittrice Anzia Yezierska) crebbe a Hollywood dove frequentò la Hollywood High School, in seguito studiò presso l'Università della California - Berkeley. Nel 1922 si trasferì a New York dove sposò Milton Ager, musicista e compositore.
Iniziò la sua carriera come giornalista di moda free lance scrivendo per il The New York Times e Harper's Bazaar. Nel 1933, durante un party in onore di Sophie Tucker convinse Sime Silverman, editore del settimanale di New York Variety, a includere una voce femminile fra i suoi giornalisti, l'incarico iniziale prevedeva che Ager si occupasse di recensire l'abbigliamento delle star dei film dell'epoca.
Ben presto le sue recensioni si ampliarono, oltre all'abbigliamento inclusero commenti sui ruoli femminili nei film, Cecelia si mise in luce nelle sue recensioni per lo stile arguto ed elegante, per le sue frasi originali e precise, per la capacità di evidenziare nelle pellicole anche gli aspetti marginali, ma importanti. Il suo tocco unico era apprezzato dal suo pubblico di lettori, tra i suoi ammiratori anche il giornalista britannico Alistair Cooke.
Dal matrimonio con Milton Ager nacquero due figlie, Laurel Bentley e Shana Alexander. 
Da tempo residente a Beverly Hills Cecelia morì a causa di un infarto all'età di 79 anni.